# قمح مصقول
قمح مصقول (الاسم العلمي: Triticum polonicum)، هو نوع قمح ربيعي من القمحيات. وهو نوع متعدد الصبغيات (AABB) يحتوي على 28 كروموسومًا. يوجد في مناطق صغيرة من منطقة البحر الأبيض المتوسط وإثيوبيا وروسيا ومناطق أخرى من آسيا. وصف لأول مرة بواسطة كارل لينيوس عام 1762. يتميز القمح المصقول باعصافات طويلة وحبيبات.